# Давид XI
Давид XI (Дауд-хан) (ум. 1579) — царь Картли (1569—1578), сын картлийского царя Луарсаба I и Тамары, дочери царя Имерети Баграта III. Из династии Багратионов.

## Биография
В правление своего старшего брата Симона в 1562 году царевич Давид бежал в Персию, где принял ислам под именем Дауд-хана. Персидский шах Тахмасп принял Давида с большими почестями и богато наградил.
В 1567 году шах Тахмасп объявил Дауд-хана царем Картли и отправил его на родину с большим иранским войском. Дауд-хан, сопровождаемый гянджинским ханом, вступил в Тбилиси и занял картлийский царский престол. Картлийский царь Симон Великий начал войну против своего младшего брата Давида (Дауд-хана). Симон собрал войско и расположился в Дигори. Дауд-хан с иранским войском и отрядами верных грузин выступил против Симона. Дауд-хан потерпел поражение в битве и отступил в Тбилиси. Симон со своим войском осадил Тбилиси. Дауд-хан обратился за помощью к Усеин-беку, вождю племени Карамлу, вассалу Ирана, который с войском прибыл в Картли. Усеин-бек с войском вступил в Тбилиси, а картлийский царь Симон отступил в Табахмела. Дауд-хан с иранским войском вторично выступил из Тбилиси в поход против своего старшего брата Симона. В 1568 году в битве у Самадло Симон разгромил войска Дауд-хана. Симон вновь расположился в Табахмела. Дауд-хан бежал и укрылся в Тбилиси. Картлийский царь Симон предложил знатным картлийцам, служившим Дауд-хану, перейти на его сторону, но они отказались. Дауд-хан обратился за помощью к персидскому шаху Тахмаспу. Шах написал беглярбекам Шемахи и Гянджи, прислал им большие дары, приказав им призвать шамхала с лезгинами и черкесами. Шамаханский и гянджинский беклярбеки вместе с лезгинами и черкесами расположились в Хунам. Царь Симон стал с собранным войском в Ацуфу. В 1569 году в битве при Парцхиси картлийское войско потерпело поражение от персидской армии. Симон Великий был взят иранцами в плен. Иранцы посадили Дауд-хана на царский престол в Тбилиси и вернулись домой, взяв с собой пленного царя Симона. Персидский шах Тахмасп предложил Симону отказаться от христианства и перейти в ислам. Однако царь Картли отказался и был сослан в заключение в Аламут. Дауд-хан подчинил своей власти Картли, но некоторые мтавары отказались признавать его царем. Картлийский царь Давид (Дауд-хан) обосновался в крепости Квеши.
В 1578 году в начале ирано-турецкой войны царь Симон был освобожден из темницы и вернулся в Картли. В том же 1578 году в Грузию вторглась огромная турецкая армия под командованием визиря Мустафы Лала-паши. Турки прошли Самцхе и подступили к Тбилиси. Картлийский царь Дауд-хан поджег столицу и укрылся в горных укреплениях. Лала-паша назначил правителем Картли царевича Вахтанга Мухранбатони. Вахтанг с двумя вельможами прибыл в турецкий лагерь, где был принят Лала-пашой и отпущен в свои вотчины. Однако жители Сомхити нанесли большой урон туркам и убили многих из них. Персидский шах Мухаммад Худабенде (1578—1587) освободил из заключения картлийского царя Симона и отправил его на родину с иранским военным отрядом. Дауд-хан, потерявший поддержку персидского двора, вступил в переговоры с турецким главнокомандующим Лала-пашой и уступил туркам крепости Картли. Сам же Дауд-хан отправил ко двору турецкого султана в Стамбул, где вскоре и скончался.
Был женат на дочери шамхала тарковского. Дети: Баграт VII (Баграт-хан) (1569—1619), царь Картли (1615—1619), Ростом (Ростом-хан) (1565—1658), царь Картли (1633—1658) и Кахетии (1648—1656).